# Five and Ten
Five and Ten è un film drammatico sentimentale statunitense del 1931, per la regia di Robert Z. Leonard (non accreditato), tratto dal romanzo omonimo di Fannie Hurst. Il film fu distribuito nel Regno Unito col titolo alternativo di Daughter of Luxury.
Interpreti principali del film sono Marion Davies e Leslie Howard. Fu Marion Davies a pretendere Howard come co-protagonista maschile - preferendolo a Clark Gable proposto dalla produzione - dopo averlo visto recitare in teatro in Berkeley Square .

## Trama
Jennifer è la figlia del magnate John G. Rarick, proprietario della catena Five and Ten. La famiglia Rarick si è appena trasferita a New York da Kansas City, ma attraversa gravi problemi. La moglie di John, Jenny, si sente trascurata e si lascia corteggiare da un uomo più giovane. Il giovane Avery è infelice e vorrebbe tornare nel Kansas. Jennifer vorrebbe inserirsi nella buona società, ma è guardata con distacco dalle altre ragazze, perché considerata un'arricchita. Si innamora di Berry Rhodes, fidanzato con Muriel Preston, e quando scopre che è un promettente architetto, gli fa avere dal padre l'incarico di progettare il nuovo grattacielo della ditta; ma Muriel convince il fidanzato che Jennifer vuole comprare il suo amore e questi, nonostante sia innamorato della giovane ereditiera, sposa la fidanzata per poi rendersi conto di aver commesso un grave errore. La tragedia finale riporta insieme la famiglia Rarick e induce Berry a prendersi le sue responsabilità.